# جان لیدفورد
جان لیدفورد (انگلیسی: John Lydford؛ – ۱۴۰۷) کشیش و وکیل قانونی اهل انگلستان بود
.
وی همچنین معاون اسقف اعظم از سال ۱۳۸۵ تا ۱۴۰۷ بود
.